# Gerrit Voorting
Gerrit Voorting, nacido el 18 de enero de 1923 en Velsen y fallecido el  30 de enero de 2015 en Heemskerk, fue un ciclista neerlandés, que fue profesional entre 1949 y 1960.
En su palmarés destacan dos victoria de etapa en el Tour de Francia. Su hermano Adri también fue ciclista profesional.

## Palmarés
1948
- Ronde van Midden-Nederland
- 2.º en los Juegos Olímpicos en Ruta

1949
- 3º en el Campeonato de los Países Bajos en Ruta

1952
- 1 etapa de la Vuelta a los Países Bajos

1953
- 1 etapa del Tour de Francia

1954
- 3º en el Campeonato de los Países Bajos en Ruta

1957
- 2 etapas de la Vuelta a los Países Bajos

1958
- 1 etapa del Tour de Francia
- 1 etapa del Gran Premio del 1 de Mayo
- 1 etapa de la Vuelta a los Países Bajos
- 3º en el Campeonato de los Países Bajos en Ruta

## Resultados en Grandes Vueltas
Durante su carrera deportiva ha conseguido los siguientes puestos en las Grandes Vueltas:
| Carrera         | 1949 | 1950 | 1951 | 1952 | 1953 | 1954 | 1955 | 1956 | 1957 | 1958 | 1959 | 1960 |
| --------------- | ---- | ---- | ---- | ---- | ---- | ---- | ---- | ---- | ---- | ---- | ---- | ---- |
| Giro de Italia  | -    | -    | -    | -    | -    | 7º   | 31.º | -    | 24º  | -    | -    | -    |
| Tour de Francia | -    | Ab.  | Ab.  | 22º  | 17º  | 17º  | Ab.  | 11º  | 29º  | 47.º | Ab.  | -    |
| Vuelta a España | -    | -    | -    | -    | -    | -    | -    | -    | -    | -    | -    | -    |
| Mundial en Ruta | Ab.  | Ab.  | 5º   | 10º  | 20º  | Ab.  | -    | 7º   | -    | Ab.  | -    | -    |